# Ropa

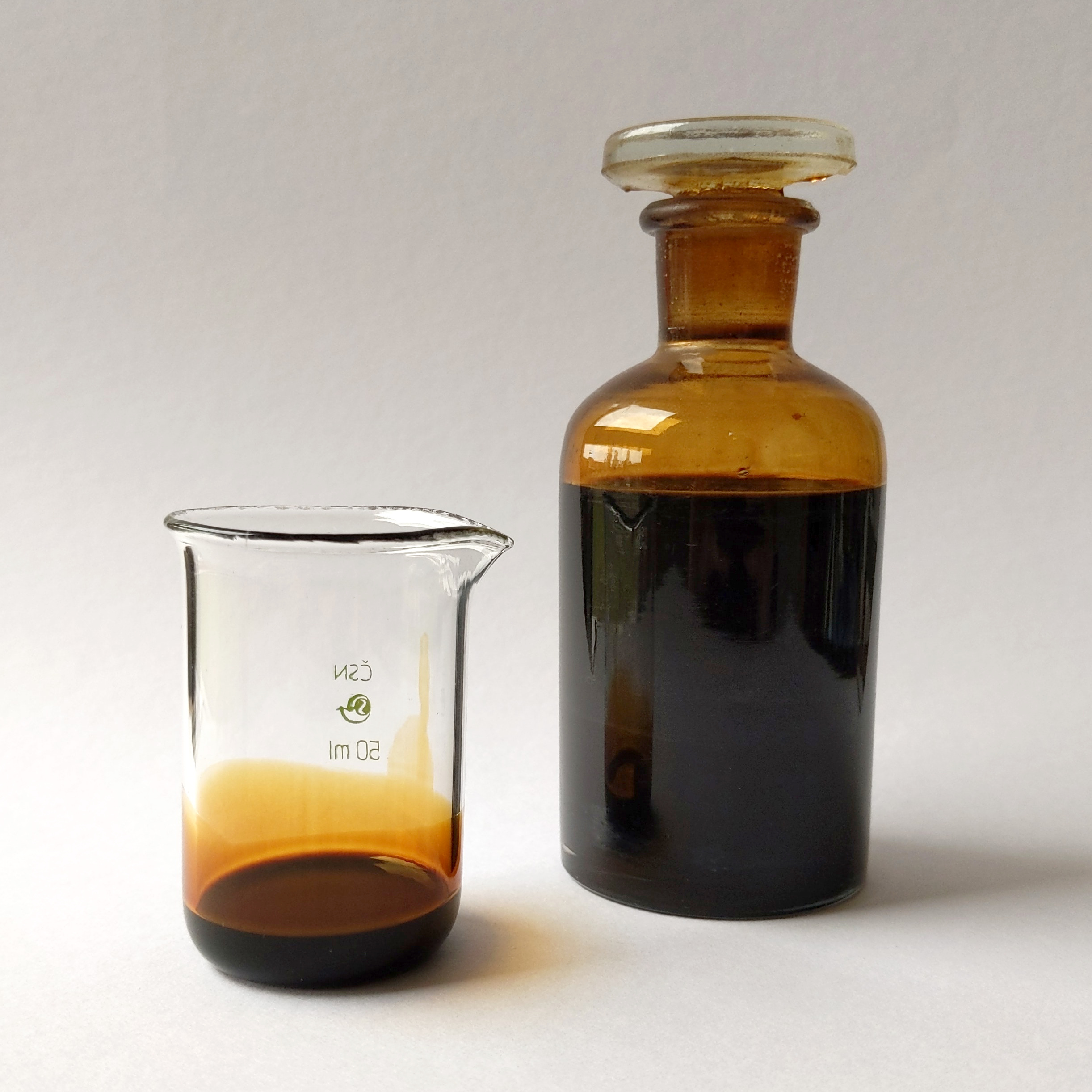
Vzorek ropy.

Ropa (též (surová) nafta, zemní olej, černé zlato) je hnědá až nazelenalá hořlavá kapalina tvořená směsí uhlovodíků, především alkanů. Mineralogicky patří mezi „kaustobiolity“. Geochemiky všeobecně uznávaná teorie vzniku ropy říká, že vznikla z odumřelých mořských mikroorganismů a drobných živočichů před mnoha miliony let. Nachází se ve svrchních vrstvách zemské kůry, v sedimentárních pánvích jako jsou kontinentální šelfy, hlubokomořské pánve zahrnující kontinentální svahy i abysál, riftové zóny, předpolní pánve horských řetězců, ale i deformované vrásové struktury některých horstev samých. Naleziště ropy jsou pod nepropustnými vrstvami, v hloubkách od několika set metrů až do hloubek přes 10 km. Ropa při těžbě buď vyvěrá pod tlakem, nebo je čerpána. Vyskytuje se společně se zemním plynem.
Ropa je základní surovinou petrochemického průmyslu. Ropa se využívá při výrobě plastů, fosilních paliv, výrobě elektřiny, léků atd. Dnešní civilizace by se bez ropy neobešla. Například v USA je až 30 % elektráren, které vyrábějí energii z ropy.[zdroj⁠?!]
Název ropa pochází z polštiny, v překladu znamená „hnis“, jde o původní staré označení tamních solných pramenů.

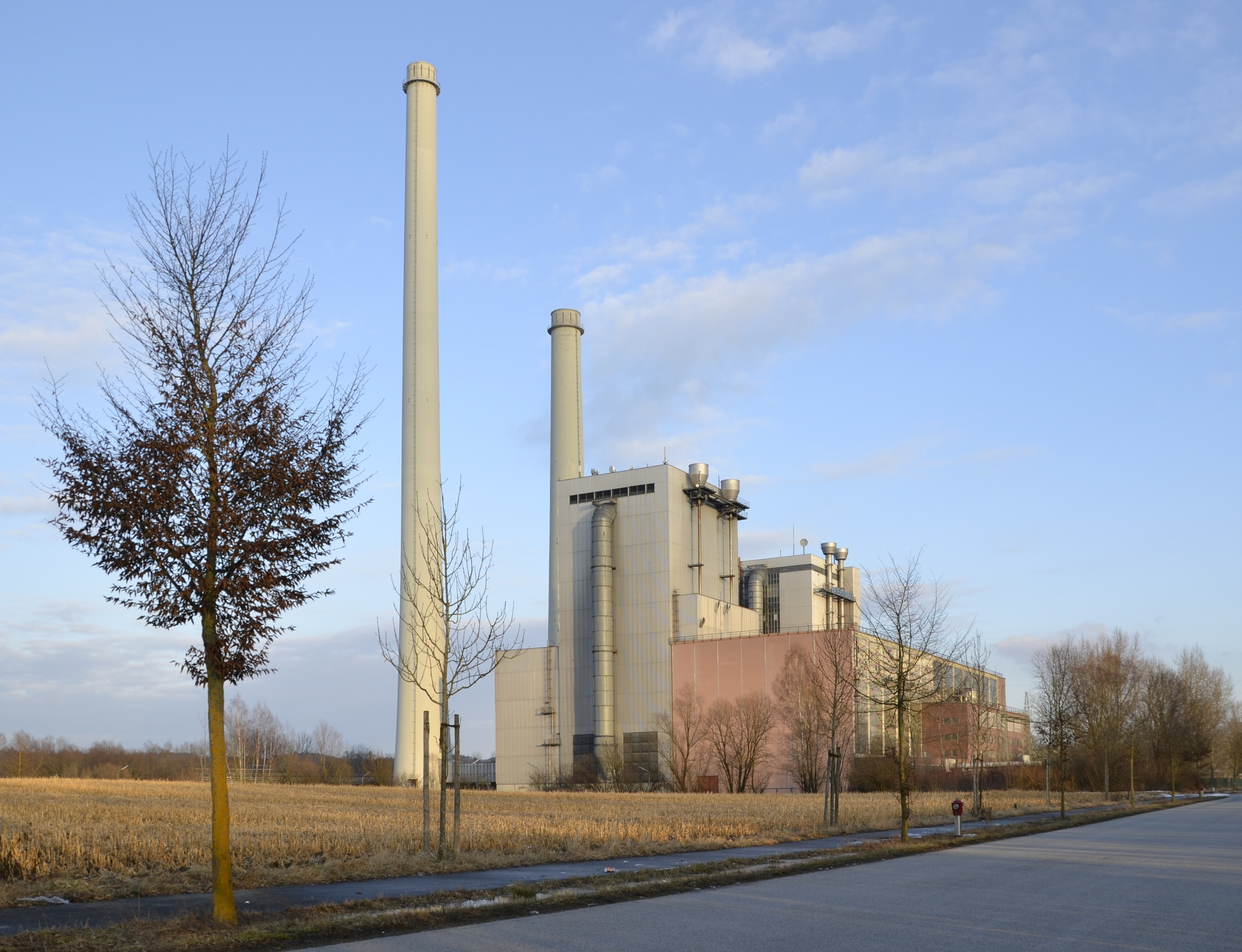
Elektrárna, která vyrábí energii z ropy

Ropa se tvoří geochemickými procesy z matečných hornin. Tvoří se neustále, ale v geologickém čase v rozmezí několika miliónů nebo desítek miliónů let. Z hlediska lidského se tudíž jedná o neobnovitelný zdroj.

## Základní fyzikálně-chemické vlastnosti

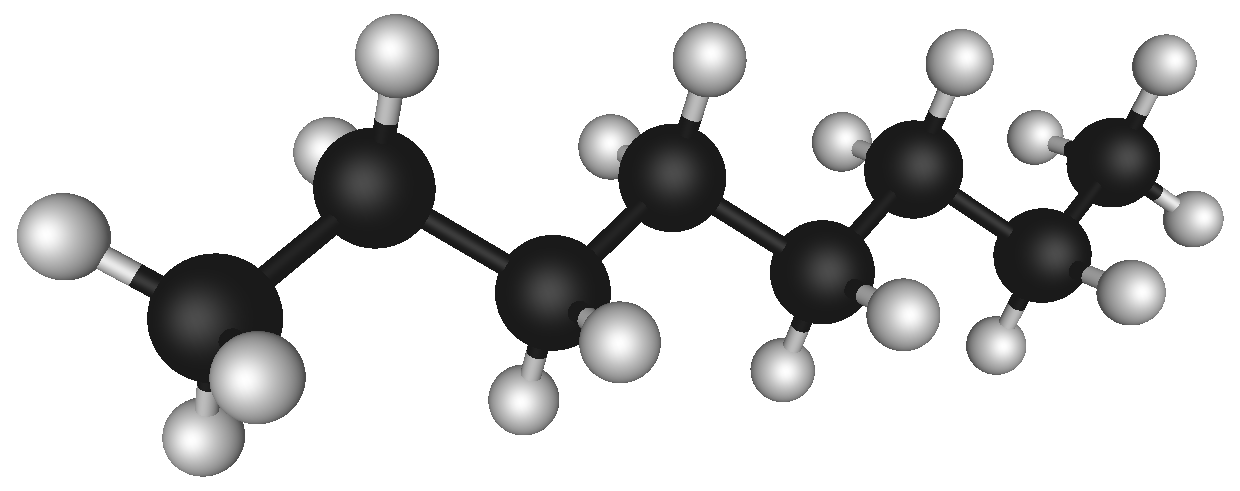
Model molekuly Oktanu ve 3D

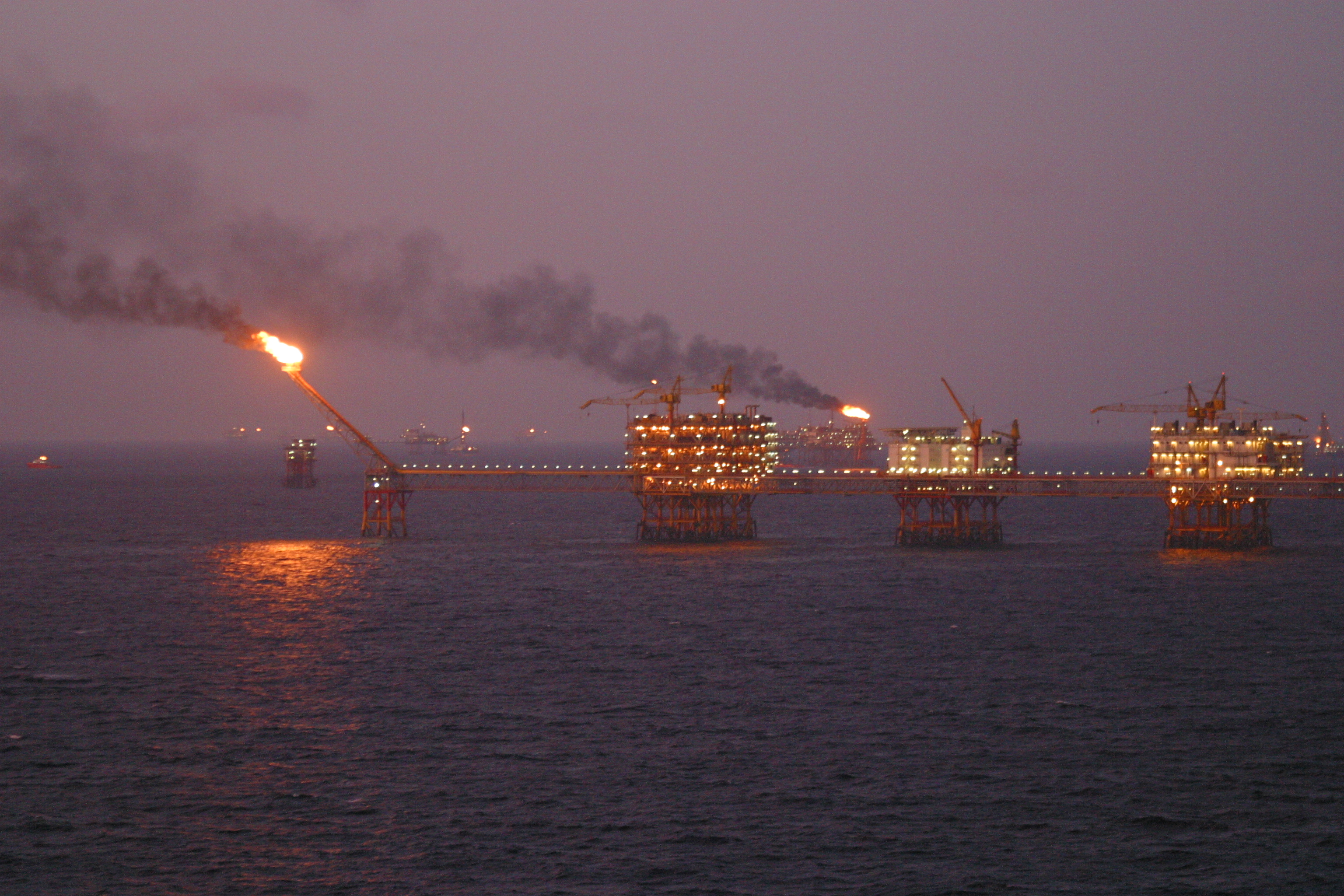
Těžba ropy při vietnamském pobřeží

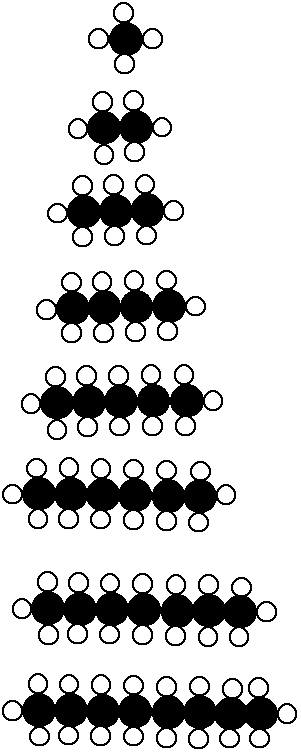
Alkany seřazené podle počtu atomů uhlíku v řetězci. 1=metan, 2=etan, 3=propan, 4=butan, 5=pentan, 6=hexan, 7=heptan, 8=oktan

Ropa je směsí tekutých uhlovodíků. Uhlovodíky jsou organické sloučeniny složené pouze z prvků uhlíku (C) a vodíku (H). Atomy uhlíku se sdružují a vytvářejí různě dlouhé řetězce; atomy vodíku jsou na tyto řetězce napojeny. Alkany, uhlovodíky s jednoduchou vazbou mezi atomy uhlíku, tvoří převážnou část ropy. C1 až C4 (tj. sloučeniny s jedním až čtyřmi atomy uhlíku v řetězci) jsou za normálních podmínek plynné, C5 až C14 kapalné, C15 a vyšší jsou tuhé látky.
Mezi základní technologické charakteristiky ropy patří hustota stanovená při teplotě 20 °C, která se pohybuje mezi 0,73–1,05 g/cm³. Pohybuje se v rozmezí od 0,61–0,85 g/cm³ pro lehké ropy, 0,85–0,93 g/cm³ pro středně těžké až 0,93–1,05 a více g/cm³ pro velmi těžké ropy. Celková hustota ropy je dána proporcemi jednotlivých uhlovodíků ve směsi. Lehké ropy obsahují více uhlovodíků s kratšími řetězci (C5–10), zatímco těžké ropy obsahují více sloučenin s dlouhými řetězci. Nejtěžší ropy jsou tzv. ropné písky, které obsahují tuhé uhlovodíky a je nutné je dolovat, protože tradiční těžba pomoci vrtů není možná.
Pro měření objemu ropy se používá míry 1 barel = 42 amerických galonů = 35 britských galonů = 158,97 litrů. 1 barel ropy tak v závislosti na druhu ropy váží od 96,972 kg do 166,92 kg. Množství ropy se také někdy udává v tunách, jedna tuna ropy tak odpovídá přibližně 6 - 10,32 barelu.
Přibližnou představu o složení ropy dávají následující hmotnostní podíly:
- Uhlík: 84–87 %
- Vodík 11–14 %
- Kyslík až 1 %
- Síra až 3 %
- Dusík až 2 %

## Vznik ropy
Většina uhlovodíků v komerčních nalezištích je organického původu a vznikla buď biogenezí nebo termogenezí organické hmoty. Uhlovodíky (ropa a zemní plyn) mohou sice vznikat i z anorganických materiálů, podíl takto vzniklé ropy v celkových zásobách je však zanedbatelný.

### Organický původ ropy
Ropa vznikla termogenickým rozkladem organické hmoty (živočišných a rostlinných zbytků). Organický materiál se vlivem tepla a tlaku přemění nejprve na kerogen a pak na ropu a zemní plyn. Ropa se začíná tvořit při cca 60 stupních Celsia termogenickým rozpadem (krakováním) kerogenu. Tento proces pokračuje až do cca 120 stupňů Celsia. Při cca 100 stupních začíná tvorba plynu, která pokračuje zhruba do 200 stupňů Celsia. Teplotnímu intervalu tvorby ropy se říká ropné okno (60–120 stupňů Celsia). Teplotnímu intervalu tvorby plynu se říká plynové okno (100–200+ stupňů Celsia). Podle tepelného toku v dané sedimentární pánvi se hloubka ropného okna pohybuje mezi 2–4 km a hloubka plynového okna mezi 3–6 km.

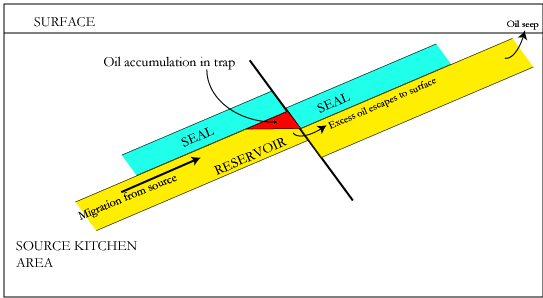
Schéma laterální migrace uhlovodíků do ropné pasti

Schéma ropné pasti

Bez ohledu na teplotní podmínky v pánvi jsou různé zdrojové horniny náchylné k vytváření různých typu uhlovodíků. Například uhlí se tradičně považuje za zdrojovou horninu náchylnou ke tvoření plynu, avšak v určitých případech (v závislosti na typu uhlí) může tvořit i ropu. Naopak organická břidlice, uložená v hlubokých jezerech, se považuje za výbornou zdrojovou horninu náchylnou k tvorbě ropy.
Složení ropy se také liší v závislosti na tom, jaký typ organického materiálu byl uložen a jaké panovaly v pánvi podmínky. Sloučeniny nazývané biomarkery jsou skupinou sloučenin, především uhlovodíků, nalezených v ropě. Biomarkery od ostatních sloučenin v ropě odlišuje to, že biomarkery lze nazvat „molekulární fosilie“. Biomarkery jsou strukturálně podobné specifickým sloučeninám produkovanými živými organismy. Biomarkery mají všechny nebo většinu z uhlíkového skeletu původní přírodní sloučeniny. Studium biomarkeru je velmi důležitou součástí ropného průzkumu. Geochemik dokáže vyčíst zda ropa byla vytvořena z organického materiálu suchozemského původu (rostliny) nebo mořského původu (řasy), jezerního nebo uhelného původu.
Poté, co zdrojová hornina dosáhne zralosti, nastane migrace. Ropa a plyn migrují buď podél geologických zlomů (vertikální migrace) nebo podél porézních sedimentárních vrstev (laterální migrace). Typické příklady nosných vrstev při laterální migraci jsou porézní pískovce, některé vápence nebo i zvětralé vyvřelé horniny.
Poslední fáze je zachycení migrující ropy a plynu v tzv. ropné pasti, čímž vzniká jejich současná naleziště. Ropná past sestává z porézních hornin, které jsou v nadloží a po stranách utěsněné horninami nepropustnými. Ropné pasti jsou tvořeny jako geologické struktury (např. antiklinály, zlomové struktury), nebo stratigraficky (např. vykliňováním pískovce a faciálním přechodem do nepropustných břidlic). Těsnící horniny jsou většinou břidlice s vysokým obsahem jílu, ale i vyvřelé horniny, pokud nejsou zvětralé. Srdcem ropné pasti je pak vlastní porézní hornina (tzv. kolektorová hornina), kde se migrující ropa a plyn nahromadí. Typické kolektorové horniny jsou porézní pískovce nebo vápence korálových útesů. Klíčovým parametrem kolektorových hornin je jejich porozita a propustnost. Typická porozita se pohybuje od 8–35% a typická propustnost od 100 Millidarcy (mD) do několika Darcy.
Zdrojové horniny, maturace, migrace, ropné pasti, kolektorové a těsnicí horniny jsou souhrnně nazývaný ropným systémem. Aby mohlo naleziště vzniknout, musí v dané sedimentární pánvi existovat všechny jeho elementy. Navíc musí jejich tvorba proběhnout ve správné sekvenci. Například tvorba ropných pastí musí proběhnout před migrací, jinak ropa a plyn budou migrovat až na povrch a uniknou do atmosféry. Studium elementů ropného systému je základem moderního ropného průzkumu.

### Anorganická ropa
Anorganický původ ropy předpovídal Mendělejev v polovině 19. století. Geologické a geochemické důkazy však tuto hypotézu vyvracejí. Podle této hypotézy ropa vznikla působením přehřáté páry na karbidy těžkých kovů, které se používají v petrochemii, v dobách, kdy se vyskytovaly blízko zemského povrchu. Moderní výzkum prokázal přítomnost uhlovodíků v oceánských hřbetech, kde se rodí nová oceánská kůra. Tyto uhlovodíky prokazatelně nejsou z organického zdroje, nalezená množství jsou však velmi malá. „Spor není o to, zda ropa může vznikat abioticky,“ řekl Larry Nation z American Association of Petroleum Geologists, „spor je pouze o podíl abiotické ropy v celkových pozemských zásobách a kolik času a energie by měli geologové věnovat jejímu hledání.“

## Průzkum

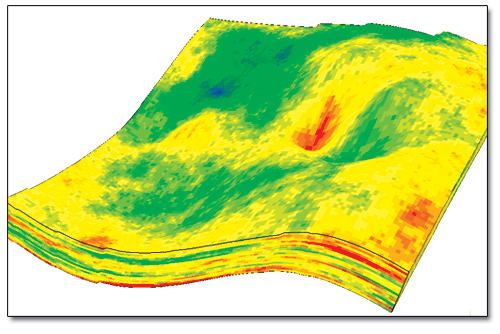
3D model kolektoru, barvy znázorňují porozitu (červená=vysoká)

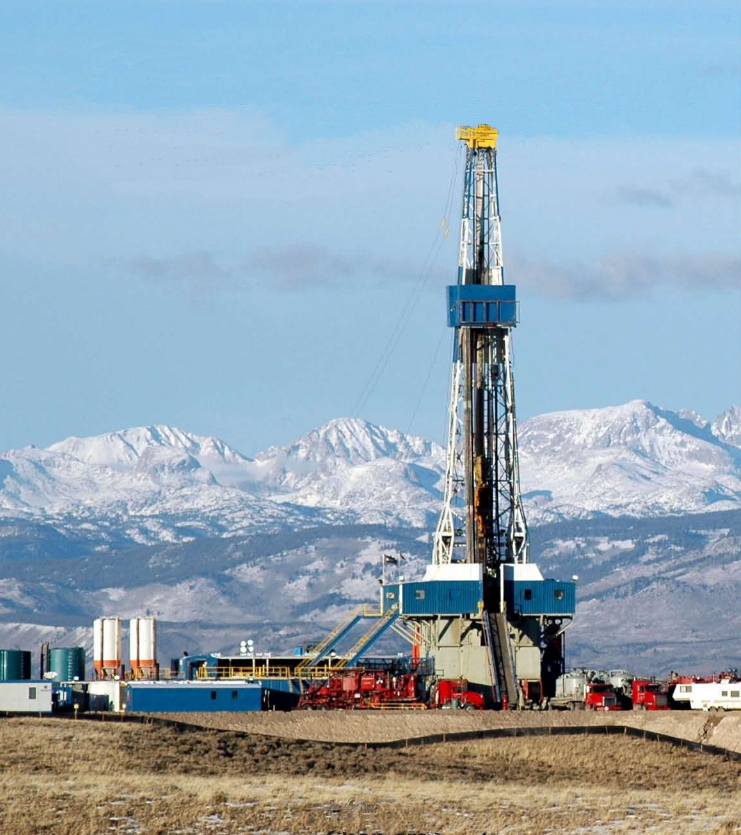
Vrtná souprava na souši

Moderní ropný průzkum je založen na integraci mnoha technických disciplín: geologie, geofyziky, paleontologie, geochemie, petrofyziky, ropného inženýrství a ekonomie. Práce se provádí v prostředí integrovaných týmů, v rámci nichž uvedené disciplíny těsně spolupracují.
Základem je vždy dobrá znalost podpovrchové strukturní stavby. Ta se vybuduje na základě analýzy seismických profilů buď ve 2D nebo ve 3D, a do jisté míry i ze satelitních snímků nebo z terénní práce. Geochemická, geologická a paleontologická data ze starších vrtů se musí integrovat do vznikajícího modelu tak, aby vznikl co nejpřesnější obrázek podpovrchové stavby.
Geochemik provede analýzu zdrojových hornin (pokud existují vzorky), a analýzu vzorků ropy buď z existujících vrtů nebo z míst kde ropa prosakuje na povrch. Tím se potvrdí věk a typ zdrojové horniny, a její stupeň termální maturace.
Paleontolog provede analýzu podpovrchových vzorků z vrtů a povrchových vzorků z výchozů. Určí věk hornin ve studované oblasti a v některých případech i jejich sedimentární původ. Ze studia fosilních společenstev se dá určit v jakém prostředí byla ta která hornina uložena, zda v mělkém moři nebo v hluboké vodě atd.
Geofyzik a geolog integrují výsledky paleontologické analýzy dohromady se seismickými profily, profily interpretují a společně celou oblast zmapují. Připraví strukturní podpovrchové mapy klíčových horizontů a identifikují možné prospekty k vrtání. Zvláštním úkolem geofyzika je získat ze seismických profilů kvantitativní informace o porozitě a kapalinovém obsahu studovaných horizontů. Tým potom společně s ropným inženýrem a ekonomem odhadne možné rezervy.
Ropný průzkum neodvratně obsahuje element rizika. Typický průzkumný vrt má naději na úspěch mezi 5–40%. Tým má za úkol toto riziko odhadnout.
Průzkumné vrty jsou prvním stadiem hledání ropy a plynu. Když je nové ložisko objeveno, druhým stadiem jsou podpůrné vrty, které mají za úkol přesně vymezit ložisko a získat co nejvíce parametrů o kolektorových horninách. Tyto informace tým použije při modelování kolektorů. Nejdříve se připraví 3D statický model kolektorů ze všech dostupných geologických a geofyzikálních dat. Ten se potom podrobí dynamické simulaci, při které se předpovídá tok tekutin (ropy, plynu a vody) skrz kolektor od začátku produkce až do jeho vyčerpání. Na základě této dynamické simulace tým potom navrhne optimální umístění těžebních vrtů. V tomto stádiu tým těžebních inženýrů navrhne těžební povrchová zařízení.
Na základě těchto studií ekonomové vypracují ekonomický model peněžního toku během života ropného pole. Na základě toho management rozhodne, zda do projektu dále investovat a přikročit k těžbě. Pokud je rozhodnutí kladné, tým těžebních inženýrů postaví povrchová těžební zařízení a vrtní inženýři vyvrtají těžební vrty. Průzkumné vrty se ve většině případů nehodí pro produkci a jsou hned po vyvrtání a ukončení karotážních měření zacementovány.

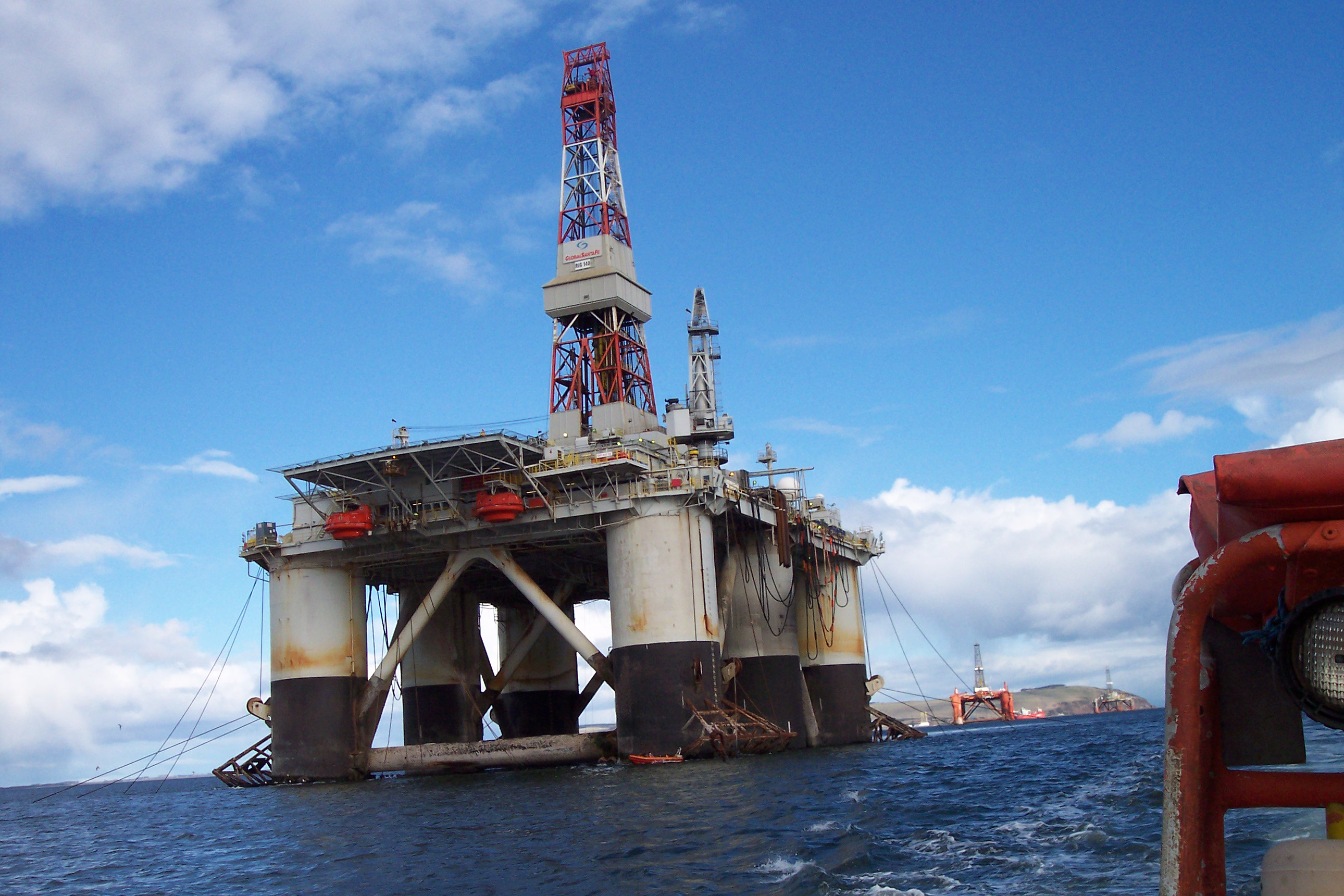
Semi-submersibilni vrtná souprava na moři
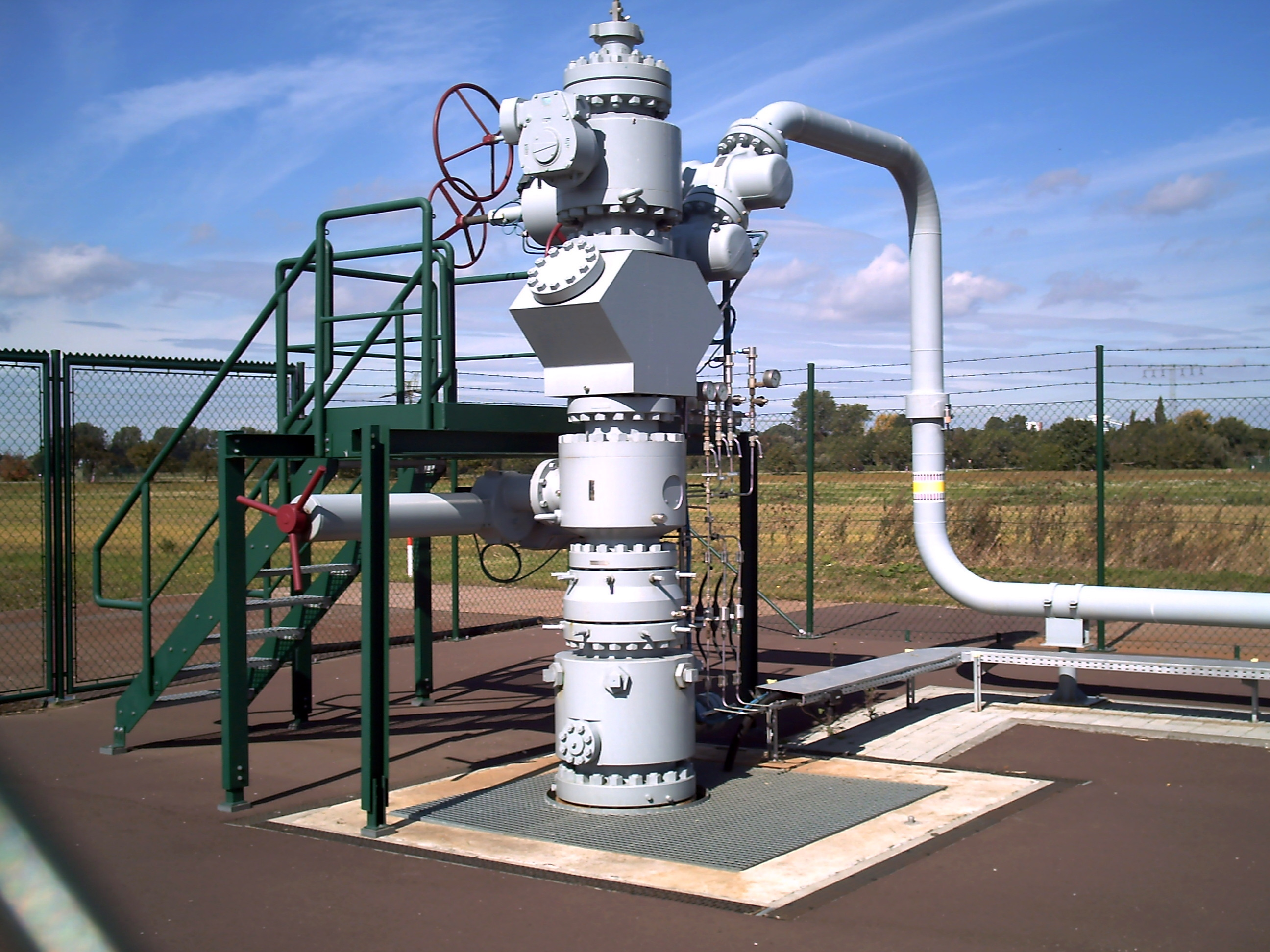
Hlavice těžebního vrtu. Ropa, plyn a voda vytékají na povrch pod tlakem ložiska bez pomoci pumpy. Průtok se reguluje manuálně pomoci ventilů. Vytěžené produkty odtékají potrubím směrem doprava k procesní stanici.
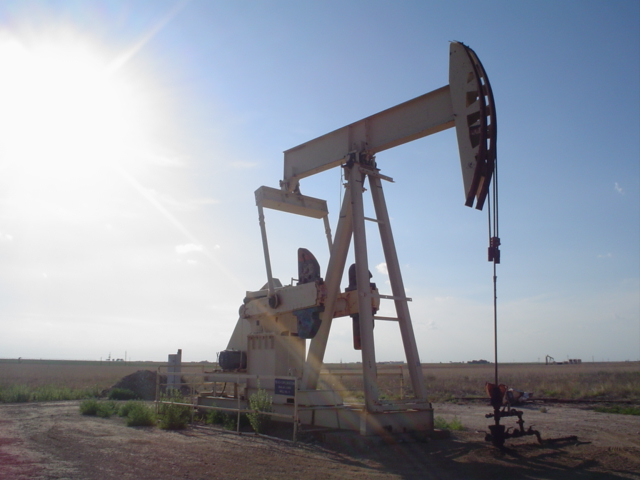
Čerpání ropy pomocí pumpy. Používá se jen v případech, kdy tlak ložiska je příliš malý (tj. v malé hloubce nebo ložisko je z větší části vytěžené).

## Těžba ropy

Schematické znázornění těžby ropy z vrtu na souši pomocí ropného čerpadla.

V minulosti existovaly lokality, kde ropa v komerčních množstvích přirozeně vyvěrala na zemský povrch. Nyní se většina ropy získává pomocí vrtů. Dalším způsobem těžby je metoda povrchového dolování (kanadské ropné písky v provincii Alberta). Povrchové dolování je aplikovatelné jen na velmi těžkou ropu v mělkých hloubkách. Je nákladné, má environmentální dopad na dané území, ale zajistí téměř 100% vytěžení zásob. Konvenční způsob získávání zásob je pomocí vrtů.
Ropa zaujímá póry v hornině tvořící kolektor. Typicky 60–90% objemu těchto pórů je naplněno ropou a zbytek vodou. Aby bylo možné ropu těžit, musí být ropa obsažená v pórech vytlačena jinou tekutinou. Může se tak stát průsakem vody z hlubších části kolektoru, rozpínáním plynové čepičky atd. Část ropy však nadále zůstane v pórech. Jak velký je tento zbytek, závisí na vlastnostech horniny a ropy, a také na vlastnostech tekutiny, která ropu vytlačuje. Vytlačení vodou obecně dává nižší zbytkovou saturaci než vytlačení plynem. Tento proces nebude probíhat stejně efektivně ve všech částech kolektorů. Budou části kolektorů, kam vytlačující tekutina nedosáhne. To se řídí tvarem a rozsahem kolektorů, vlastnostmi hornin, a umístěním produkčních vrtů.
Při primárním způsobu těžby se využívá k vytlačení ropy z pórů několika přírodních pohonů:
- Přítok vody z hlubších částí ropné pasti
- Uvolnění a rozpínání plynu rozpuštěného v ropě
- Rozpínání plynové čepičky
- Kontrakce horninového skeletu kolektoru
- Gravitační síly.

Typ pohonu daného kolektoru během těžby určí jeho výtěžnost. U ropných kolektorů se primární výtěžnost typicky pohybuje v rozmezí 25–40% (maximum 75%). Pro ropu je optimální výtěžnost u kolektorů s vodním pohonem (30–60%). Různé mechanismy rozpínání plynu v kolektorů dají výtěžnost menší (5–50%).
S postupem času tlak klesá až k bodu, kdy musí nastoupit sekundární metody, jako je čerpání ropy pomocí pump, nebo udržování podzemního tlaku vodní injektáží, zpětným pumpováním zemního plynu, vzduchu, příp. CO2. Sekundárními metodami se podaří vytěžit dalších 5–15 % ropy v kolektoru.
Terciární metody nastupují v okamžiku, když už ani sekundární metody nestačí na udržení produkce, pokud těžba je ještě stále ekonomická, což závisí na aktuální ceně ropy a výši těžebních nákladů. Jejich principem je snížení viskozity zbývající ropy, většinou injektáží horké vodní páry získávané často kogenerací, přičemž se spalováním zemního plynu vyrábí elektřina a odpadní teplo je využito k tvorbě vodní páry. Někdy se také ropa rozehřívá zapálením části ropného ložiska. Příležitostně se také používá injektáž detergentů. Terciární metody dovolují vytěžit dalších 5–15 % ropy v nalezišti.
Uvedená čísla jsou pouze průměrná: Ve skutečnosti se celková vytěžitelnost naleziště pohybuje od 80 % (pro lehkou ropu) do 5 % (v případě těžké ropy).[zdroj?]
Design těžebních zařízení se značně liší podle toho, je-li pole na souši nebo v moři. Pokud se jedná o pole na souši, těžební vrty jsou typicky vrtány kolmo. Každý má svoji vrtnou hlavici, od které vede potrubí k centrální stanici, kde jsou jednotlivé tekutiny odděleny a zpracovány dále. Vytěžená voda se vstřikuje zpět pod zem, neboť je typicky velmi slaná. Ropa a plyn jsou pak poslány dalším potrubím na trh. Pokud je pole v moři, k těžbě se používají platformy buď plovoucí nebo zabudované do mořského dna, a nebo podmořské těžební systémy sestávající z individuálních hlavic spojených s centrální stanicí, kde se tekutiny separují a buď skladují nebo posílají potrubím k pevnině.

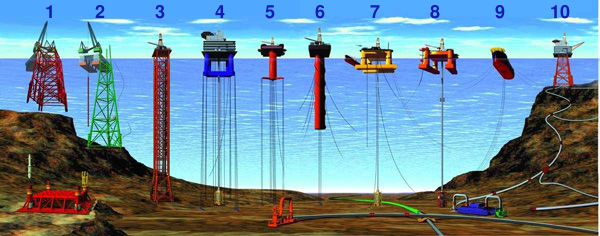
Koncepty těžebních systémů pro moře, od fixních platforem připevněným ke dnu, k plovoucím platformám, až k automatizovaným podmořským těžebním systémům.

## Definice termínuzásoby

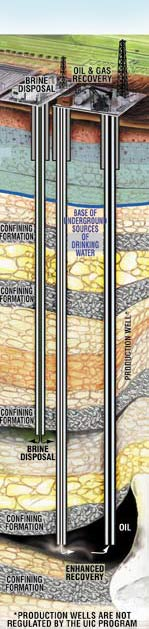
Sekundární metody těžby.

Světový ropný průmysl definuje množství uhlovodíků obsažených v pórech kolektorové horniny jako Zdroje (anglicky resources). Naproti tomu termín Zásoby (anglicky reserves) je definován jako „ta množství ropy, o kterých se předpokládá, že budou komerčně vytěžena ze známého ložiska od určitého data dopředu“. Mezi zásoby se nezapočítávají ropa a plyn skladované na povrchu.
Odhady zásob jsou revidovány s přibýváním geologických dat a znalostí o ložisku, ale také podle změn v ekonomických podmínkách na trhu. Je tedy možné, že daná společnost musí zrevidovat svůj stav zásob na nižší, poklesne-li cena ropy a část zdrojů v ložisku již nemůže být nazývaná rezervami, protože odporuje definici ekonomičnosti.
Rozlišují se zásoby dokázané, pravděpodobné a možné. Prokázané zásoby (zásoby P1) je takové množství ropy, které lze odhadnout s přiměřenou mírou jistoty na základě dostupných dat jako komerčně vytěžitelné od určitého data dopředu, s existující těžební technologií, z již objevených kolektorů, za současných ekonomických podmínek a vládních předpisů. Dokázané zásoby musí mít velmi vysokou pravděpodobnost, že skutečně existují, protože jsou jedním z nejvýznamnějších faktorů, podle kterých trhy danou společnost oceňují.
Pravděpodobné zásoby (zásoby P2) jsou ty neprokázané zásoby, jejichž existence a ekonomická vytěžitelnost jsou na základě analýzy dostupných dat odhadnuty na nejméně 50%.
Možné zásoby (zásoby P3) jsou ty neprokázané zásoby, jejichž existence a ekonomická vytěžitelnost jsou na základě analýzy dostupných dat odhadnuty jako méně pravděpodobné (do 50%). V praxi by měly mít minimální pravděpodobnost alespoň 10%.
S nárůstem průzkumu a těžby z nekonvenčních ložisek přišla Společnost Ropných Inženýrů (SPE) s definicemi tzv. Potenciálních zdrojů a Prospektivních zdrojů.
Potenciální zdroje jsou ta množství ropy, která se odhadují k určitému datu, že jsou vytěžitelná z již objevených ložisek, ale která nejsou v současné době považována za komerčně realizovatelná. Jedna se tedy o ropu a plyn, které jsou sice technicky vytěžitelné, ale nejsou ekonomické. Prospektivní zdroje jsou ta množství ropy, které se odhadují k určitému datu, že budou vytěžitelná z ložisek, která budou objevena v budoucnu.

## Využití a zpracování ropy
Ropa i ropné výrobky jsou základním palivem pro dopravu a surovinou pro výrobu plastů. Vyrábějí se z ní i některé léky a pesticidy. Především chudší země používají ropné produkty také k výrobě elektřiny (asi 7 % celkové světové produkce).
Před samotným zpracováním je ropa po transportu do rafinérie kontinuálně odsolována praním upravenou vodou a oddělením solanky v elektrostatickém odlučovači za zvýšené teploty i tlaku. Základem zpracování ropy je proces kontinuální rektifikace (často uváděná „frakční destilace“ není pro zpracování ropy dostatečně efektivní), při níž jsou v kolonách odděleny při atmosférickém tlaku jednotlivé skupiny uhlovodíků podle jejich bodů varu.
Nejlehčí plynné uhlovodíky jsou methan, ethan, propan, butan. Poslední dva jsou hlavní součástí automobilového paliva LPG. Petroléter tvoří uhlovodíky s délkou řetězce C5–7 (tv asi 30–70 °C). Používají se jako rozpouštědla, např. při chemickém čištění oděvů. Další frakce jsou benzín (C6–12, 40–200 °C), petrolej (C10–15, 150–300 °C), ze kterého se vyrábí letecké palivo pro trysková letadla, a plynový olej (C10–20, 200–300 °C), ze kterého se získává nafta a lehký topný olej. Zbytek (tzv. mazut) se podrobuje vakuové destilaci za sníženého tlaku, čímž se oddělují těžké topné oleje od asfaltu. Uhlovodíky s dlouhými řetězci (C35 a víc) mohou být hydrokrakováním rozštěpeny, čímž vzniknou mazací oleje.
Všechny získané produkty jsou nejprve podrobeny hydrorafinaci. Tímto procesem je z nich selektivně odstraněna organicky vázaná síra, dusík, příp. kyslík. Ty jsou jako odpovídající sloučeniny vodíku (H2S, NH3 a H2O) odstraněny např. výpirkou MEA.

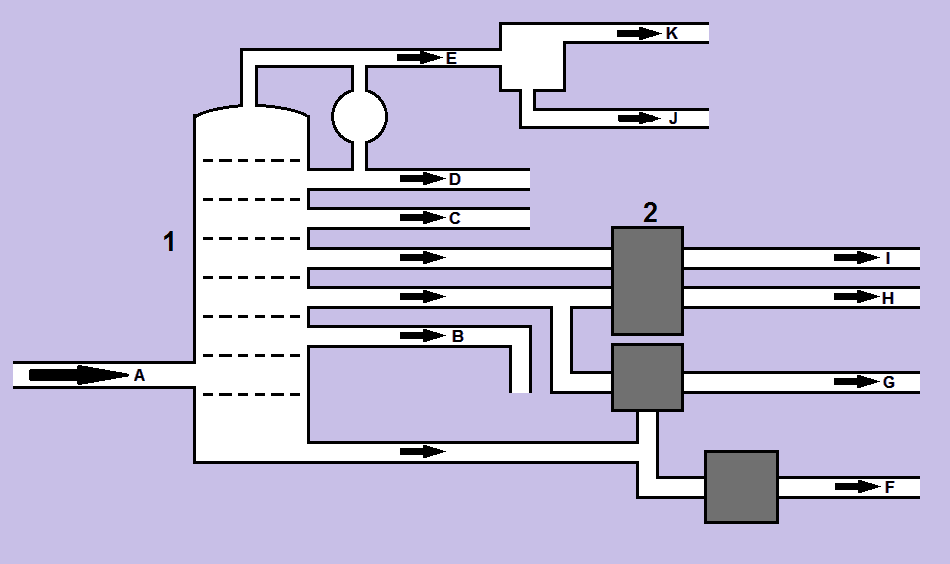
Schéma ropné destilační kolony

Získané produkty se podrobují mnoha dalším procesům např. reformování benzínů (produktem je reformát – tj. zvýšení obsahu aromátů, složka benzínového poolu), hydrokrakování (proces poskytuje jen kapalné produkty výhodných vlastností např. pro navazující ethylenovou pyrolýzu), fluidní katalytické krakování (= FCC, které zpracováním např. některých olejových frakcí poskytuje benzíny a též plyny), izomerace benzínů (tvořící tzv. izomerát = složka benzínového poolu). Mezi důležité procesy patří též visbreaking a TCC. Všechny jmenované procesy spadají do tzv. sekundárního zpracování ropy a jejich hlavním úkolem je zpracování těžkých ropných frakcí (těžké oleje) a jejich transformace na frakce lehčí (plyny, benzíny, atmosférické oleje). Provozování procesů sekundárního zpracování je nezbytné pro lepší „vytěžování“ ropy, protože zastoupení jednotlivých frakcí v ropě neodpovídá potřebám společnosti.
Asfalty jsou oxidovány v procesu oxidace asfaltů, aby se dosáhlo vhodnějších vlastností produktů. Z těžkých frakcí jsou extrahovány parafiny superkritickou extrakcí v rámci procesu extrakce parafinů. Jako poslední důležitý proces uveďme parciální oxidaci (dříve též zplyňování mazutu), která se dnes využívá výhradně jen na likvidaci těch nejtěžších zcela nezpracovatelných zbytků (jako jsou různé smoly z visbreakingu) a produkuje syntézní plyn bohatý především na vodík. Slouží tak jako zdroj vodíku (rafinérie bez vodíku není schopna provozu).

## Význam ropy

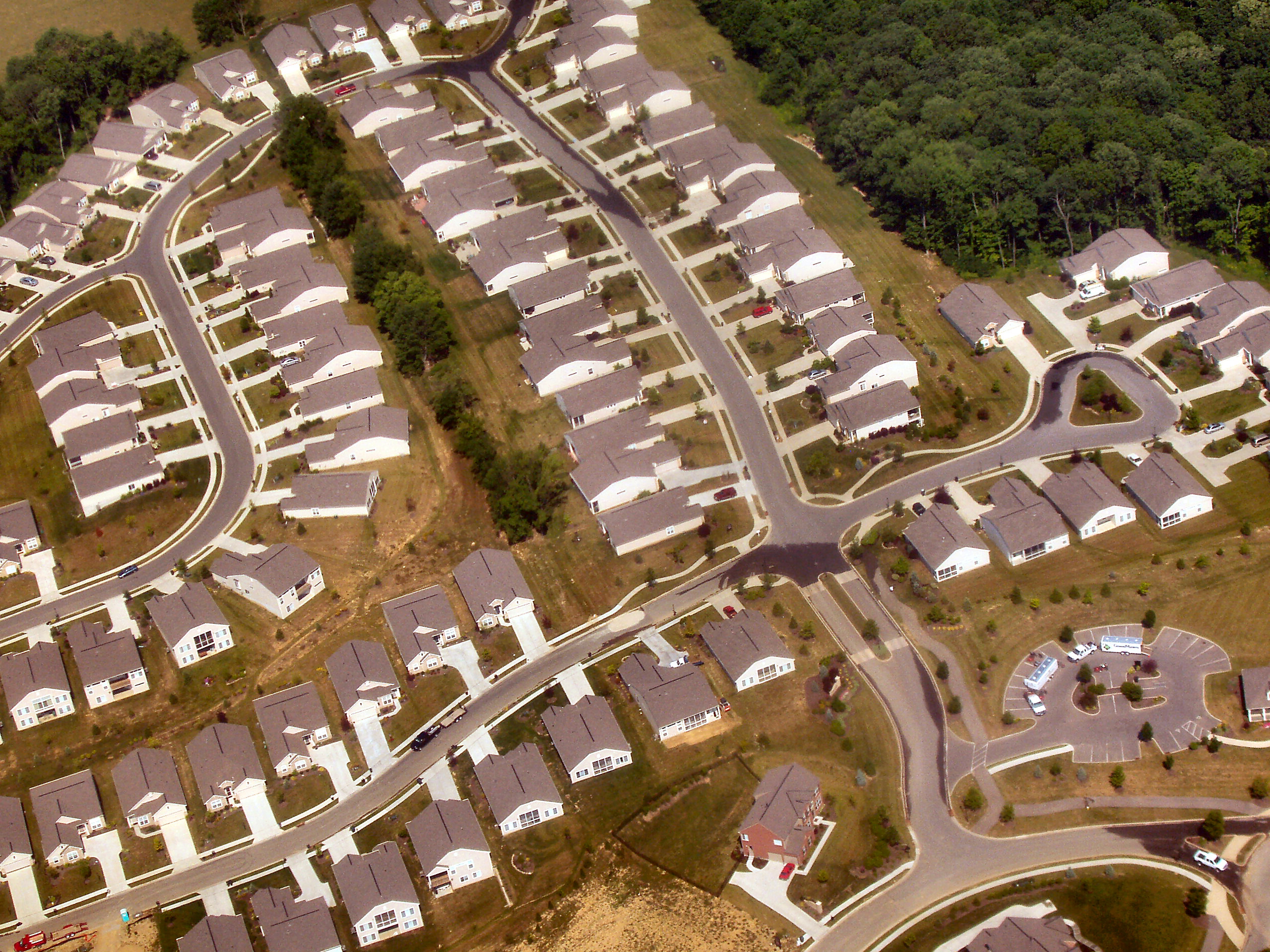
Velmi levná transportní energie může modulovat ráz lidských sídel

- 95 % veškerých potravin je pěstováno za přispění ropy
- 90 % dopravy zprostředkovávají ropné deriváty (mezi dopravní prostředky, které používají benzín či naftu (oboje vyráběno z ropy), patří například silniční či terénní vozidla se spalovacím motorem (automobil, autobus, motocykl...), dieselové vlaky, lodě, letadla nebo vrtulníky
- 95 % veškerého vyráběného zboží potřebuje pro svou výrobu ropu
- za každou kalorii běžně vyráběných potravin se skrývá 10 kalorií z ropy
- na výrobu jednoho typického počítače se spotřebuje ropa o množství desetinásobku jeho hmotnosti

Ropa je dnes využívána u každé masové výroby, přepravy a pěstování zemědělské produkce. Moderní zemědělství jak jej známe dnes se od nástupu petrochemického průmyslu po druhé světové válce stalo závislé na použití herbicidů, pesticidů a umělých hnojiv vyráběných z ropy. Dříve běžné použití přírodních hnojiv a přirozených pesticidů a herbicidů – tedy s minimem ropných a chemických produktů – je dnes metodou tzv. biozemědělství.
Ropa jako zdroj velmi levné energie měla zejména od prvních desetiletí 20. století vliv na architekturu měst a dopravní infrastrukturu zemí Prvního světa. Urbanistické návrhy měst s typickými rozsáhlými obytnými předměstími (nejvýrazněji viděnými v USA) braly dostupnost levné transportní energie v podobě ropy do úvahy.
Ropa také měla potírat hlad ve světě pod heslem „food from oil“. V 70. letech 20. století šlo o ideu levných bílkovin z ropy, za kterou Alfred Champagnat dostal roku 1976 cenu UNESCO.

## Druhy ropy

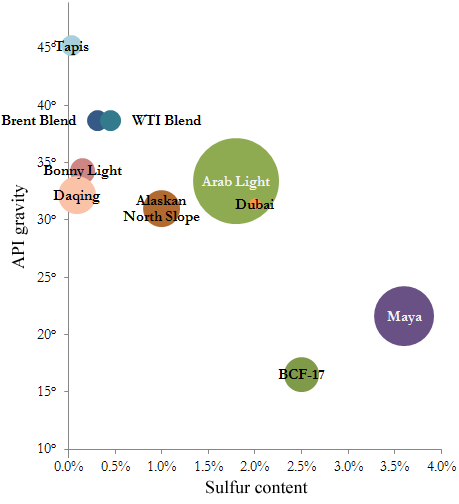
Druhy ropy

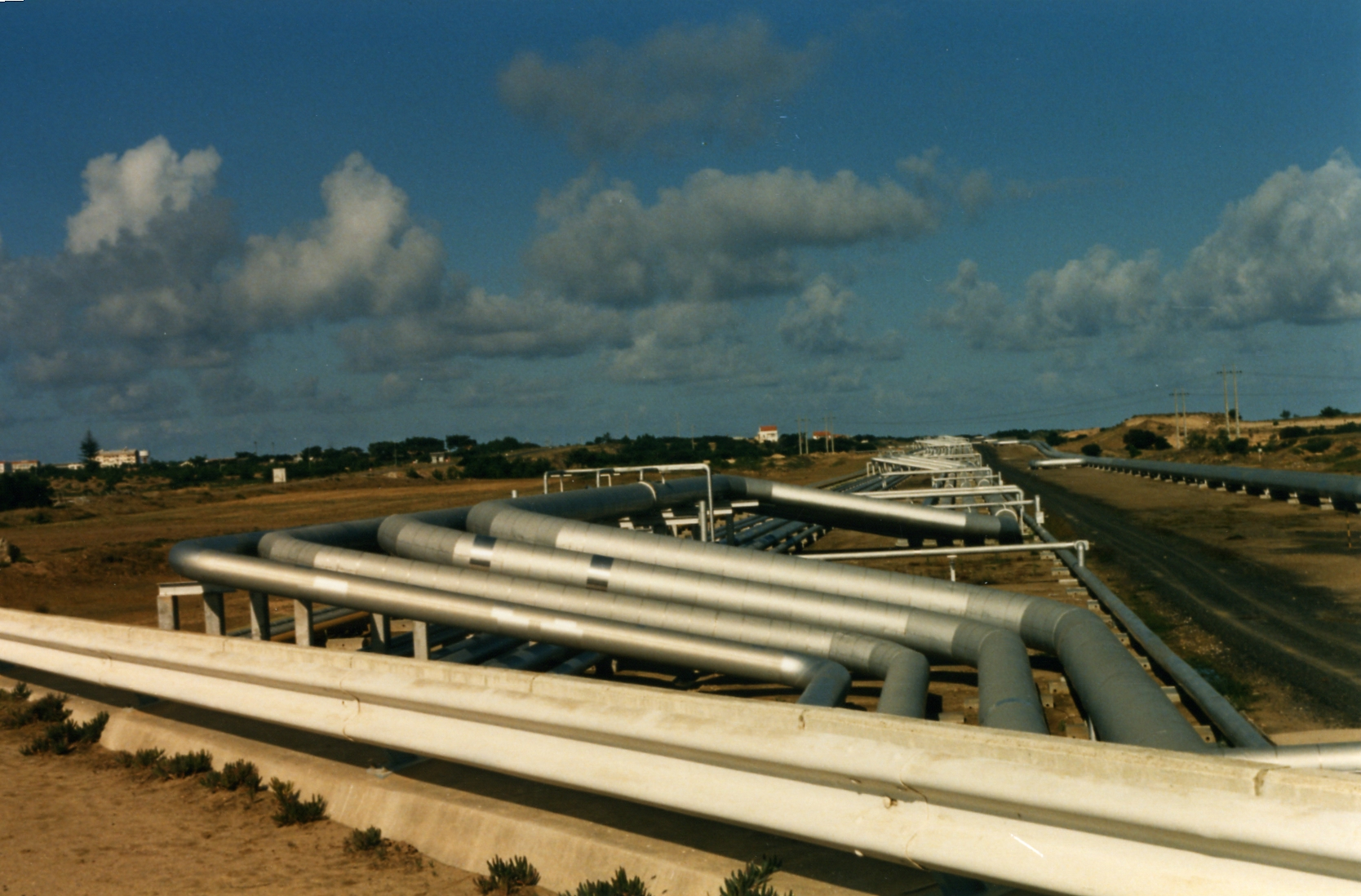
Portugalský ropovod

Ropný průmysl rozděluje ropu podle jejího původu (např. West Texas Intermediate, WTI nebo Brent) a často také podle její hustoty (lehká, light, středně těžká, intermediate a těžká, heavy); rafinérie ji také mohou označovat jako „sladkou“ (sweet), což znamená, že obsahuje relativně málo síry, nebo jako „kyselou“ (sour), což znamená, že tato ropa obsahuje více než 0,5 % síry a vyžaduje náročnější zpracování, aby vyhověla současným normám.
Hlavní světové typy jsou:
- směsná ropa Brent, zahrnující 15 druhů ropy z nalezišť v Severním moři. Za cenu tohoto typu ropy je většinou prodávána ropa z Evropy, Afriky a Blízkého východu určená pro spotřebu na Západě.
- West Texas Intermediate (WTI), za jejíž cenu se prodává severoamerická ropa.
- Dubai, za jejíž cenu se prodává blízkovýchodní ropa určená pro asijsko-pacifickou oblast.
- Urals (z Ruska), za jejíž cenu se prodává ropa ze západní Sibiře a Povolží (REBCO).
- ESPO (z Ruska), za jejíž cenu se prodává ropa z východní Sibiře na Dálném východě.
- Tapis (z Malajsie), za jejíž cenu se prodává lehká ropa z Dálného východu.
- Minas (z Indonésie), za jejíž cenu se prodává těžká ropa z Dálného východu.
- Koš OPEC zahrnující druhy
  - Arab Light (Saúdská Arábie),
  - Bonny Light (Nigérie),
  - Fateh (Spojené arabské emiráty),
  - Isthmus (Mexiko, nepatří do OPEC),
  - Minas (Indonésie),
  - Saharan Blend (Alžírsko),
  - Tia Juana Light (Venezuela).

OPEC se snaží udržet cenu koše OPEC v předem daném rozmezí pomocí zvyšování a snižování produkce. Ropa typu koš OPEC, sestávající jak z lehkých, tak z těžkých druhů ropy, je v průměru těžší než Brent i WTI a má větší obsah síry.
Všechny výše uvedené druhy se řadí mezi klasickou „konvenční“ ropu. Kromě ní existují také velká ložiska nekonvenční ropy, kterou tvoří živice v dehtových píscích a kerogen v ropných břidlicích. Nacházejí se hlavně v Kanadě a Venezuele. Její podíl zatím tvoří jen 5 % celkové světové produkce, z důvodu vysoké energetické náročnosti těžby.
Náklady se ale staly akceptovatelné po roce 2005, kdy vzrostla výrazně cena konvenční ropy. Proto v současnosti (2. dekáda 21. století) těžba nekonvenční ropy rychle stoupá.

## Budoucnost ropy

Hubbertova křivka

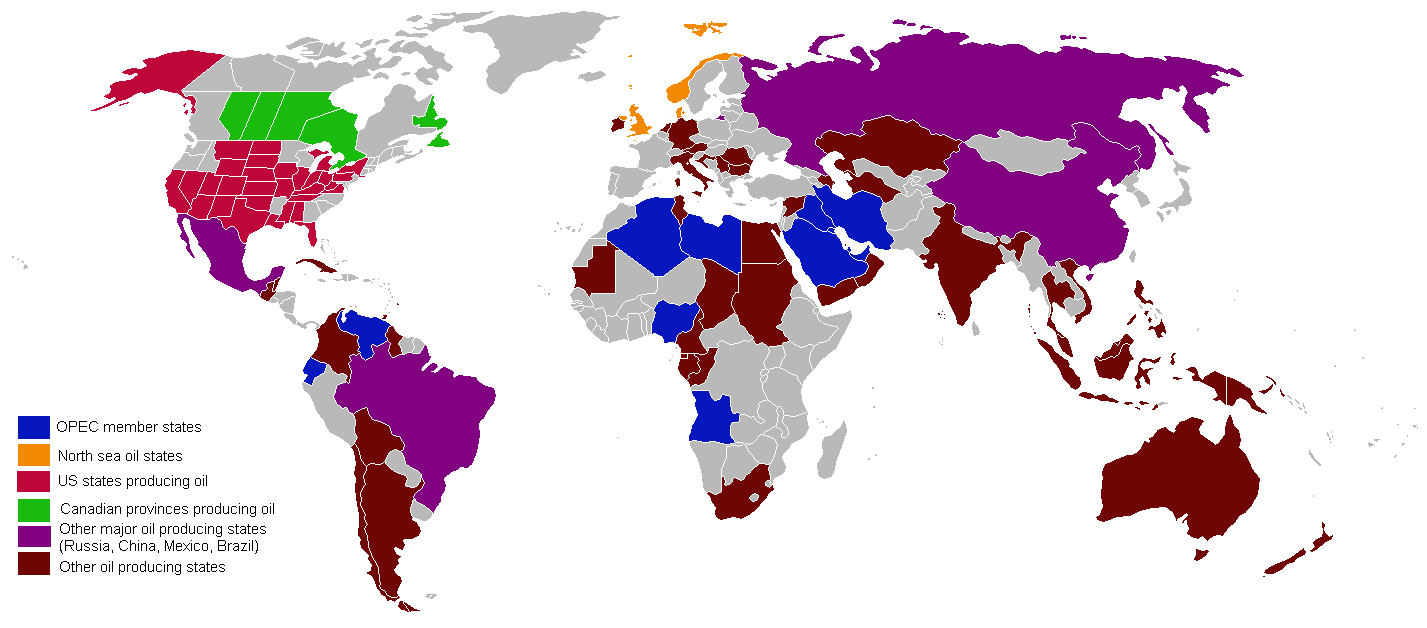
Státy produkující ropu

Hubbertova teorie ropného vrcholu, tzv. peak oil, je teorie zabývající se dlouhodobými předpověďmi spotřeby a vyčerpání ropy. Tvrdí, že jelikož zdroje ropy jsou neobnovitelné, musí úroveň těžby ropy nevyhnutelně dosáhnout svého vrcholu a poté začít klesat. Těžba ropy podle této teorie sleduje tzv. Hubbertovu křivku (podobnou Gaussově křivce). Nejvíce diskutované je na této teorii datum, kdy má tento vrchol nastat.
Geolog Marion King Hubbert, otec této teorie, sledoval těžbu ropy ve Spojených státech od 50. let 20. století. Zpozoroval, že nejvíc amerických ropných nalezišť bylo nalezeno počátkem 30. let 20. století a předpověděl, že těžba ropy v USA dosáhne vrcholu okolo roku 1970. V roce 1970 dosáhla skutečně těžba ropy v USA svého vrcholu a od té doby převážně klesá. Dna dosáhla v roce 2008, kdy těžba byla na úrovni roku 1947. Od té doby však opět stoupá.
Poté, co těžba ropy v USA začala upadat, začal ceny ropy diktovat ropný kartel OPEC, což vedlo k třetí ropné krizi v roce 1973. Do dnešní doby dosáhlo vrcholu těžby mnoho oblastí, např. Severní moře v roce 1999 (nyní klesá produkce tempem 10–12 % za rok). Nedávno potvrdila i Čína, že dvě její největší ropná pole začínají být vytěžena a mexická ropná společnost PEMEX oznámila, že Cantarellské pole, jedno z největších pobřežních ropných polí na světě, dosáhlo svého vrcholu v roce 2006 a poté začala těžba klesat o 14 % za rok. Ve světovém měřítku pravděpodobně nebude pokles těžby tak prudký.
Tato teorie neznamená, že po ropném vrcholu ropa náhle dojde, ale že se její těžba bude postupně snižovat. Vzhledem ke skutečnosti, že se ropa ve větším měřítku začala těžit asi před 150 lety, se dá očekávat, že zhruba stejnou dobu by mohla těžba ropy pokračovat i po dosažení vrcholu. Problém je právě v postupně se zmenšujících objemech těžené ropy, které znamenají budoucí razantní nárůst její ceny. Ropnému vrcholu se proto také někdy přezdívá „Konec levné ropy“.
Z nejrůznějších důvodů (nejvíc asi z důvodu nedostatečného zmapování světových ropných rezerv) je těžké předpovědět, kdy nastane vrchol těžby v jednotlivých regionech. Vycházejíce z dostupných údajů o produkci ropy, stoupenci této teorie předpovídali (nesprávně), že vrchol světové těžby bude v roce 1989, 1995 nebo v letech 1995–2000. Tyto předpovědi jsou však z doby před hospodářskou recesí začátku 80. let, v jejímž důsledku se růst poptávky po ropě snížil a tím oddálil vrchol její těžby. Stejně tak, jako byla Hubbertova lokální teorie vzata na vědomí až po vrcholu těžby v USA roku 1971, zřejmě i teorie útlumu světové těžby bude uznána teprve, až se tak skutečně stane i ve světovém měřítku.
Tuto teorii podporuje fakt, že křivka objevů nových ropných nalezišť dosáhla vrcholu v 60. letech a od té doby neustále klesá. Od roku 1980 spotřebovává lidstvo každý rok více ropy, než činí nové objevy. Dalším argumentem je, že roku 2005 začala dramaticky klesat příprava projektů, které by měly začít těžbu ropy od roku 2008 a náklady na těžbu ropy se stále zvyšují, jelikož ropa je těžitelná už pouze na stále méně dostupných místech.
Podle některých zdrojů vyplývá z oficiálních statistik kartelu OPEC, že tzv. lehká sladká ropa (light sweet) se už nyní nachází za vrcholem těžby a její produkce klesá. Tento typ ropy je nejžádanější, protože se nejsnáze zpracovává, a zřejmě bude také nejdříve vyčerpán. Současný nedostatek rafinérských kapacit je podle těchto zdrojů dán právě tím, že rafinérie nejsou připraveny na zpracovávání většího množství těžší ropy s větším obsahem síry, např. z Blízkého východu.
Odpůrci této teorie podotýkají, že úspěšná předpověď ropného vrcholu v USA nemusí mít žádnou spojitost s vyčerpáním tamních ropných zásob, pouze odráží ekonomickou nevýhodnost těžby v porovnání s importem ropy ze zahraničí. Také poukazují na opakovaně nesprávné předpovědi celosvětového ropného vrcholu. Podle některých je aplikace teorie na svět jako celek neproveditelná kvůli složitým obchodním a politickým vztahům, které mají na těžbu ropy zásadní vliv.

## Ekonomika

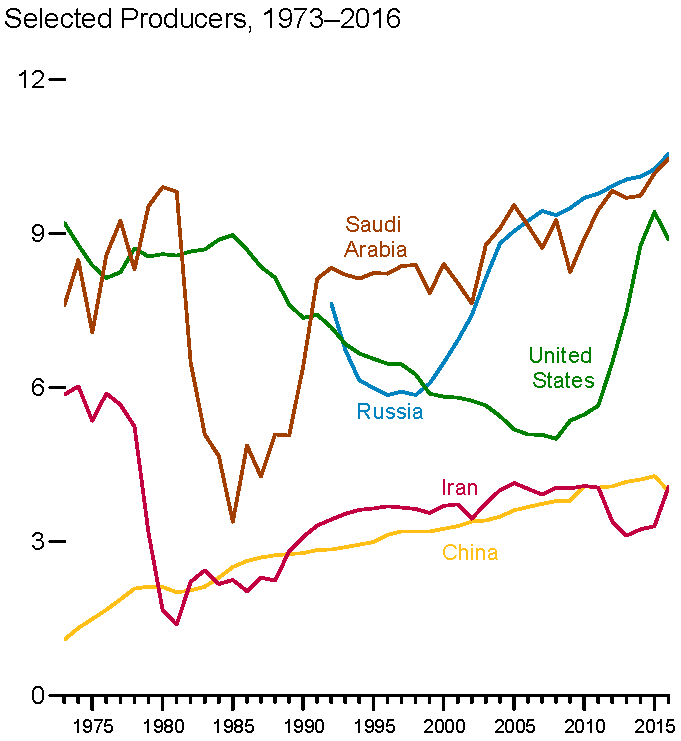
Graf zemí, které mezi lety 1960–2016 produkovaly nejvíc ropy

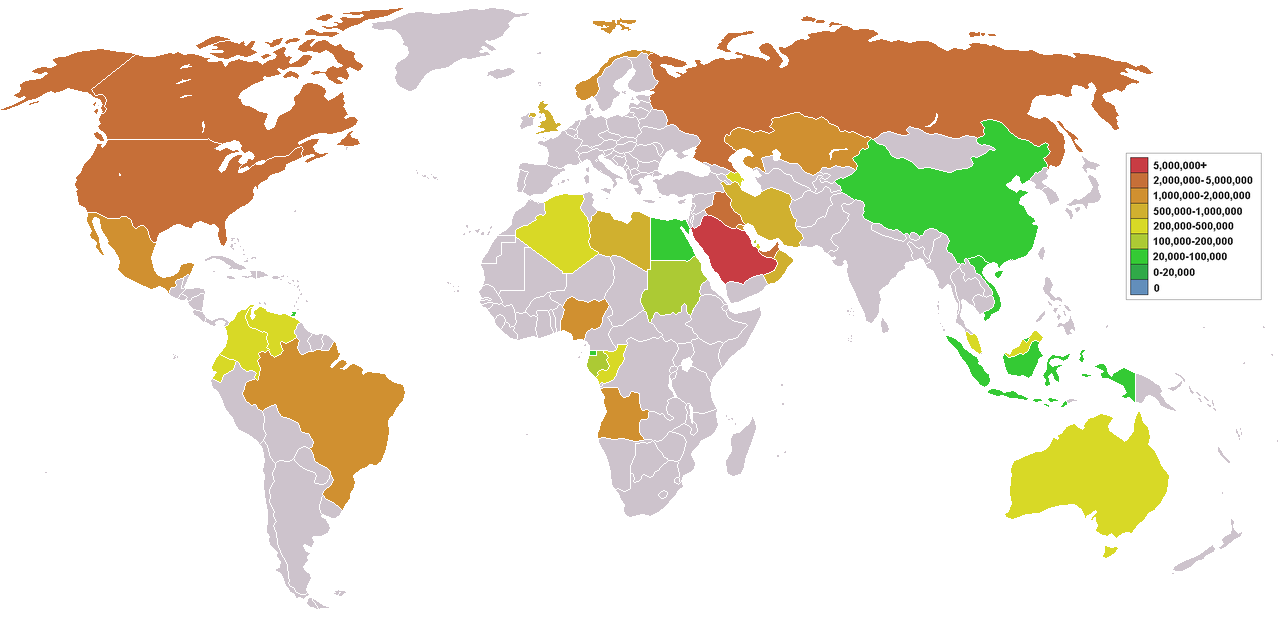
Vývoz ropy

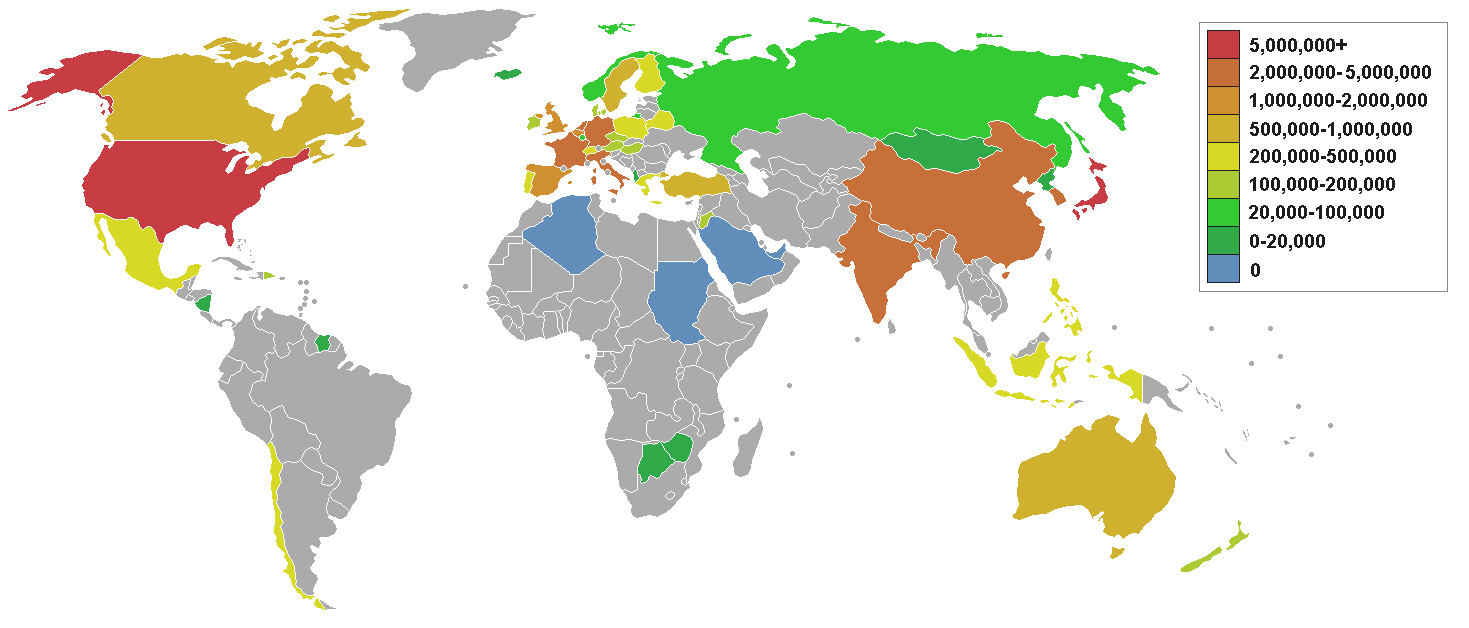
Dovoz ropy

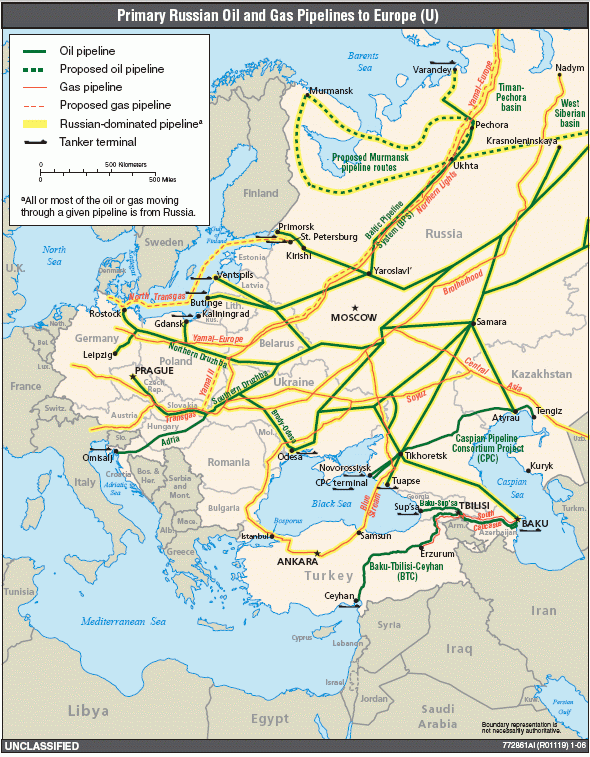
Necelých 60% ropy pro ČR je dováženo z naleziště v Rusku. Ruská ropa proudí ropovodem Družba, který má nižší přepravní kapacitu oproti ropovodu IKL, kterým je dováženo přes 40% ropy pro ČR a v případě potřeby může plně nahradit ropovod Družba.

Cenou ropy se většinou rozumí cena WTI/Light Crude ropy obchodované na newyorské komoditní burze (NYMEX), nebo cena ropy typu Brent obchodované na Mezinárodní ropné burze (International Petroleum Exchange, IPE) v Londýně. Cena ropy velmi závisí na jejím druhu (který je určen například její hustotou a obsahem síry) a také na jejím původu. Velká většina ropy se neprodává na burzách, ale pomocí přímých transakcí, které se ovšem cenami na burze řídí. IPE tvrdí, že 65 % veškerých obchodů s ropou vychází z její burzovní ceny ropy typu Brent. Jiné důležité referenční burzovní ceny jsou Dubai, Tapis a koš OPEC.
Často se říká, že cenu ropy určuje kartel OPEC a její skutečná cena je kolem 2,1 dolarů za barel, což jsou náklady na těžbu na Blízkém východě. Tyto názory však nezohledňují náklady na hledání nových ropných nalezišť a investice nutné k zahájení těžby.[zdroj⁠?!]
Poptávka po ropě velmi závisí na globální makroekonomické situaci, takže také ta je důležitým činitelem v ceně ropy. Řada ekonomů tvrdí, že vysoké ceny ropy mají zpětně velký negativní vliv na hospodářský růst. S tímto nesouhlasí jiní ekonomičtí odborníci, podle nichž je nyní světové hospodářství méně závislé na ropě, než bylo během ropných šoků v sedmdesátých letech.[zdroj⁠?!]
Cena ropy dosáhla svého historického maxima v roce 1980, během druhého ropného šoku, kdy barel stál 38 USD. Pro představu, po započtení inflace od té doby, to bylo obdobné jako kdyby její cena dnes byla kolem 100 dolarů za barel. Poté dlouhodobě klesla v důsledku otevření nových ropných polí mimo Blízký východ, jako např. v Severním moři. Nedávné minimum bylo v roce 1998 12 dolarů za barel, kdy asijská ekonomická krize snížila poptávku. Pak cena ropy začala stoupat až na maximum 146 dolarů za barel v roce 2008.
Současná ropná krize je zřejmě způsobena na jedné straně stále rostoucí poptávkou, nejvíc v jihovýchodní Asii (zejména v Číně), a na druhé straně nedostatečnou kapacitou rafinérií hlavně v USA. Zastánci Hubbertovy teorie v této souvislosti tvrdí, že jak se přibližujeme datu konečného vrcholu těžby, neustále se zmenšuje tzv. rezervní těžební kapacita, tj. množství ropy, o které mohou těžařské firmy krátkodobé zvýšit svoji produkci v případě převisu poptávky. Tato rezervní těžební kapacita je dnes skutečně na svém historickém minimu a tvoří pouhá dvě procenta celosvětové produkce (ještě před několika lety se pohybovala v rozmezí 8–10 procent). Relativně lokální výpadky těžby, jako byl hurikán Katrina, pak vyvolávají velké výkyvy v ceně ropy. Odpůrci Hubbertovy teorie pokles rezervní těžební i rafinérské kapacity připisují chronicky nedostatečným investicím kvůli dlouhodobě nízké ceně ropy.[zdroj⁠?!] V září 2013 se v důsledku krize v Sýrii a očekávaného zásahu USA v této oblasti dostala na úroveň 117 dolarů za barel, rozhodující je cena na burze v Rotterdamu. K datu 8. 9. 2013 byla tato cena na cca 116 USD za barel. Další vývoj cen byl směrem dolů, za týden o cca 3 USD. Cena je závislá i na mezinárodním kursu USD proti Euro.
V říjnu 2014 klesla cena ropy na cca 90 USD za barel a do března 2015 klesla na cca 60 USD za barel.

## Produkce a spotřeba v číslech

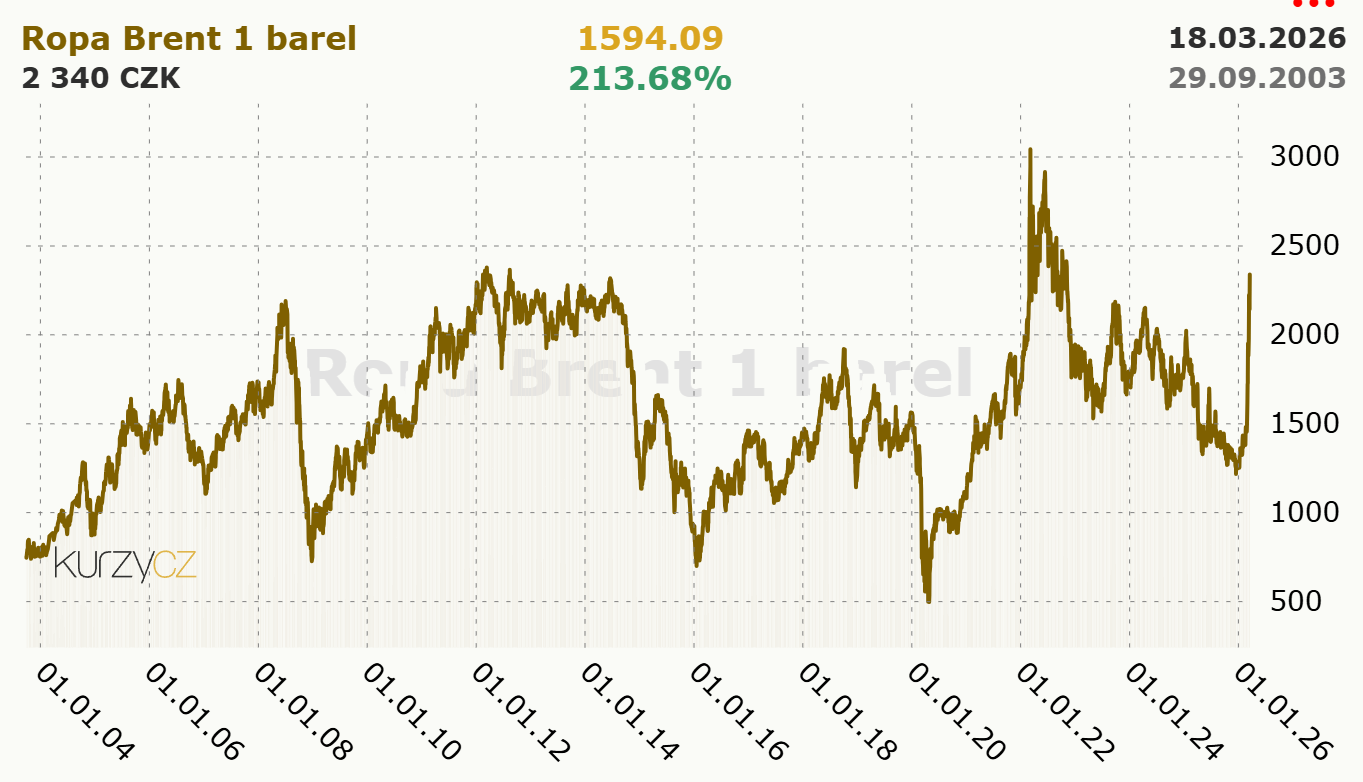
Vývoj ceny ropy na komoditních burzách

Vývoj ceny ropy v nominálních a reálných cenách od roku 1861.

Od počátku dějin lidstva do dneška bylo vytěženo přibližně 900 miliard barelů ropy. Za předpokladu současného objemu těžby vystačí známé zásoby ropy na dalších 42 let. Problém je právě v předpokladu stálé úrovně těžby.
V roce 2009 tvořila celková těžba 3 821 mil. tun, z toho ropné země ve sdružení OPEC vyprodukovaly 41,2 %. Lehká ropa tvořila přibližně 33 %, středně těžká 53 % a těžká ropa 14 %. Kyselá ropa (sour) s vysokým obsahem síry tvořila 59 % celkové světové produkce. V roce 2023 tvořila celková těžba 4 514 mil. tun, když největšími producenty byly Spojené státy (827 mil. tun), následované Ruskem (542 mil. tun) a Saúdskou Arábií (532 mil. tun). Podíl OPECu poklesl na 35,4 %.
Největší spotřebitelé ropy byli v roce 2009 USA (842,9 mil. t), Evropská unie (670,8 mil. t), Čínská lidová republika (404,6 mil. t), Japonsko (197,6 mil. t), Indie (148,5 mil. t), Rusko (124,9 mil. t), Saúdská Arábie (121,8 mil. t),Německo (113,9 mil. t), Jižní Korea a Brazílie (obě 104,3 mil. t). Poptávka po ropě stoupá v současnosti asi o 2 % ročně. Ale v Evropě i v USA spotřeba ropy již několik let klesá.
Česká republika v roce 2007 dovezla 7 187 tisíc tun ropy. Z toho 65 % pocházelo z Ruské federace, 27 % z Ázerbájdžánu, 4 % z Kazachstánu, 3 % z Alžírska a 1 % z Libye. Výroba benzínu v českých rafinériích činila 1 555 tisíc tun a výroba motorové nafty 2 830 tisíc tun. Čistý dovoz benzínu činil 494 tisíc tun a motorové nafty 1 236 tisíc tun (hlavně ze Slovenska).
| Území                   | 1980    | 1990    | 2000    | 2007    | 2009    | 2014    | 2023    |
| ----------------------- | ------- | ------- | ------- | ------- | ------- | ------- | ------- |
| svět (celkem)           | 3 088,3 | 3 170,4 | 3 614,1 | 3 905,9 | 3 820,5 | 4 220,6 | 4 514,1 |
| OPEC (celkem)           | 1 354,3 | 1 216,1 | 1 560,1 | 1 681,3 | 1 574,7 | 1 729,6 | 1 597,8 |
| USA                     | 480,2   | 416,6   | 352,6   | 311,5   | 325,3   | 519,9   | 827,1   |
| Rusko                   | 509,8   | 515,9   | 323,3   | 491,3   | 494,2   | 534,1   | 541,7   |
| Saúdská Arábie          | 208,8   | 342,6   | 456,3   | 493,1   | 459,5   | 543,4   | 531,7   |
| Kanada                  | 83,3    | 92,6    | 126,9   | 158,9   | 155,7   | 209,8   | 277,9   |
| Írán                    | 74,2    | 162,8   | 189,4   | 212,1   | 202,4   | 169,2   | 214,3   |
| Irák                    | 131,1   | 105,3   | 128,8   | 105,3   | 121,8   | 160,3   | 213,0   |
| Čínská lidová republika | 106,0   | 138,3   | 162,6   | 186,7   | 189,0   | 211,4   | 209,0   |
| Brazílie                | 9,3     | 32,3    | 63,2    | 90,4    | 100,4   | 122,1   | 183,7   |
| Spojené arabské emiráty | 84,2    | 107,5   | 123,1   | 135,9   | 120,6   | 167,3   | 176,1   |
| Kuvajt                  | 86,8    | 46,8    | 109,1   | 129,6   | 121,3   | 150,8   | 139,8   |
| Mexiko                  | 107,2   | 146,3   | 171,2   | 173,0   | 147,5   | 137,1   | 102,5   |
| Norsko                  | 25,0    | 82,1    | 160,2   | 118,8   | 108,3   | 85,6    | 94,7    |
| Kazachstán              | ?       | 25,8    | 35,3    | 68,4    | 78,0    | 80,8    | 90,0    |
| Katar                   | 23,7    | 21,1    | 36,1    | 53,6    | 57,9    | 79,9    | 74,1    |
| Nigérie                 | 101,7   | 91,6    | 105,4   | 114,2   | 99,1    | 113,5   | 73,9    |

## Světové zásoby ropy

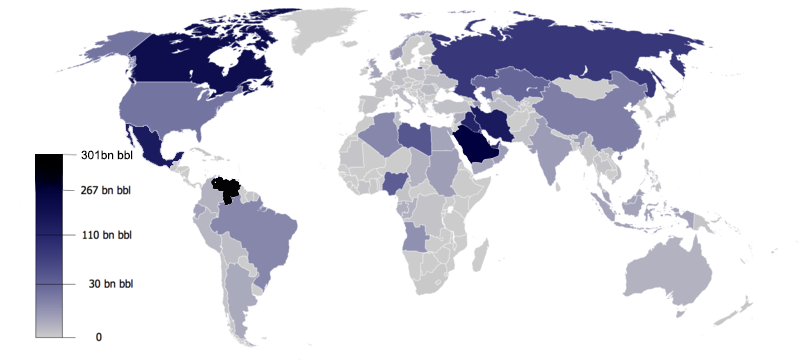
Prokázané světové zásoby ropy z r. 2013

Náročnost těžby ropy je v různých oblastech rozdílná, to odpovídá i finanční náročnosti její těžby. V Saúdské Arábii je například těžba ropy relativně snadná a tak se odhaduje, že vytěžit jeden barel ropy vyjde na 4 až 5 amerických dolarů.

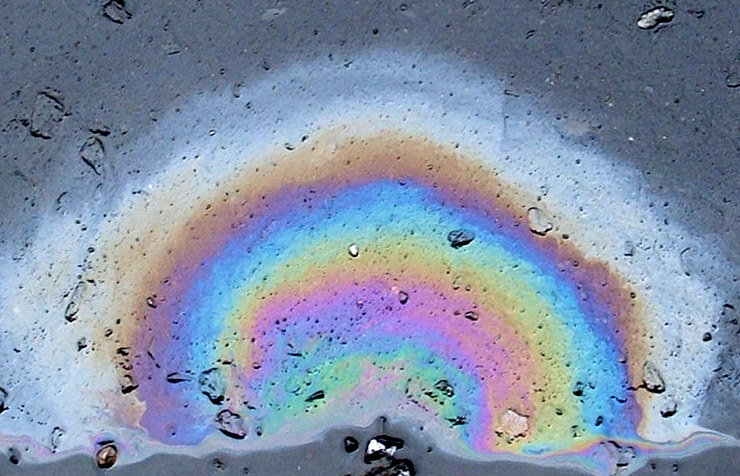
Ropná skvrna na silnici

## Vliv těžby ropy na životní prostředí
Vzhledem k tomu, že ropa je přirozeně se vyskytující látka, nemusí být její přítomnost v životním prostředí důsledkem lidských aktivit, jako jsou nehody a běžné činnosti (seismický průzkum, vrty, těžba, rafinace a spalování). Jevy, jako jsou průsaky a dehtové jámy, mohou vznikat i bez účasti člověka.

### Změna klimatu
Od roku 2018 tvoří přibližně čtvrtinu ročních celosvětových emisí skleníkových plynů oxid uhličitý ze spalování ropy (plus úniky metanu z tohoto odvětví, celkem se jedná o 12,4 Gt ropy a 1Gt CO2eq metanu, dohromady 50 Gt CO2eq). Spolu se spalováním uhlí je spalování ropy největším přispěvatelem k nárůstu CO2 v atmosféře a tím ke globálnímu oteplování. Koncentrace atmosférického CO2 vzrostly za posledních 150 let na současnou úroveň přes 419 ppm z hodnot 180–300 ppm v předchozích 800 tisících letech. Tento nárůst teploty snížil minimální plochu arktického ledu na 4 320 000 km2, což představuje úbytek téměř poloviny od zahájení satelitních měření v roce 1979.
Okyselování oceánů je zvyšování kyselosti zemských oceánů způsobené pohlcováním oxidu uhličitého (CO2) z atmosféry díky jeho zvýšeným koncentracím. Tento nárůst kyselosti ohrožuje veškerý mořský život.

### Těžba
Těžba ropy spočívá v čerpání ropy z přírodních zásobníků. Ropa se často získává jako emulze voda v oleji a k oddělení ropy od vody se používají speciální chemické látky zvané demulgátory. Těžba ropy je nákladná a často poškozuje životní prostředí. Průzkum a těžba ropy na moři narušují okolní mořské prostředí.

### Úniky ropy
Úniky surové ropy a rafinovaných pohonných hmot při haváriích tankerů poškodily přírodní ekosystémy a životní podmínky lidí na Aljašce, v Mexickém zálivu, na Galapágách, ve Francii a na mnoha dalších místech.
Množství ropy uniklé při haváriích se pohybuje od několika set tun až po několik set tisíc tun (např. při haváriích vrtné plošiny Deepwater Horizon, řeckého tankeru SS Atlantic Empress, či supertankeru Amoco Cadiz). I menší úniky ukázaly, že mají velký dopad na ekosystémy, např. únik ropy z tankeru Exxon Valdez.
Úniky ropy na moři jsou obecně mnohem škodlivější než úniky na pevnině, protože se mohou šířit stovky námořních mil v tenké vrstvě, která může pokrýt pláže vrstvou ropy. Ta může zahubit mořské ptáky, savce, měkkýše a další organismy, které pokryje. Ropné skvrny na pevnině lze snadněji zadržet, pokud lze kolem místa úniku rychle vytvořit provizorní zemní hráz, než většina ropy unikne, a suchozemští živočichové se ropě snáze vyhnou.
Kontrola úniků ropy je obtížná, vyžaduje ad hoc metody a často obrovské nasazení lidí. Některé snahy o záchranu, např. shazování bomb a zápalných zařízení z letadel na vrak lodi SS Torrey Canyon nebyly úspěšné; moderní techniky odstraňování následků zahrnují odčerpávání ropy z vraku, jako tomu bylo v případě ropné skvrny Prestige nebo ropné skvrny Erika.
Ačkoli se ropa skládá převážně z různých uhlovodíků, některé dusíkaté heterocyklické sloučeniny, jako pyridin, pikolin a chinolin, jsou uváděny jako kontaminanty spojené s ropou, stejně jako zařízení zpracovávající ropné břidlice nebo uhlí, a byly také nalezeny na místech zpracování starého dřeva. Tyto sloučeniny mají velmi vysokou rozpustnost ve vodě, a proto mají tendenci se rozpouštět a pohybovat s vodou. Bylo prokázáno, že některé přirozeně se vyskytující bakterie, jako jsou Micrococcus, Arthrobacter a Rhodococcus, tyto kontaminanty rozkládají.

#### Dehtové koule
Dehtové koule jsou kapky surové ropy (nezaměňovat s dehtem, což je umělý produkt získávaný z borovic nebo rafinovaný z ropy), která zvětrala v oceánu. Dehtové koule jsou ve většině prostředí znečišťující látkou, ačkoli se mohou vyskytovat i přirozeně, například v kanálu Santa Barbara v Kalifornii nebo v Mexickém zálivu u Texasu. Jejich koncentrace a vlastnosti se používají k posouzení rozsahu ropných skvrn. Jejich složení lze využít k identifikaci zdrojů původu a samotné dehtové koule mohou být hlubokomořskými proudy rozptýleny na velké vzdálenosti. Pomalu je rozkládají bakterie, mezi něž patří Chromobacterium violaceum, Cladosporium resinae, Bacillus submarinus, Micrococcus varians, Pseudomonas aeruginosa, Candida marina a Saccharomyces estuari.